# Перес Бискаярт, Науэль
Науэль Перес Бискаярт (исп. Nahuel Pérez Biscayart; род. 6 марта 1986, Буэнос-Айрес, Аргентина) — аргентинский актёр кино и телевидения.

## Биография
Науэль Перес Бискаярт родился 6 марта 1986 года в Буэнос-Айресе (Аргентина) у матери баскско-итальянского и отца испанско-андалузского происхождения. В детстве Науэль никогда не задумывался об актёрской карьере и даже в начальной школе он не принимал участия ни в каких творческих мероприятиях. Учась в средней школе, Бискаярт ради шутки записался в театральный кружок и со временем понял, что ему нравится играть на сцене.
На телевидении 17-летний Науэль дебютировал в сериале «Путаны», в котором сыграл роль Маркоса. В 2006 году Бискаярт был удостоен премии как «Лучший актёр» на Кинофестивале трех континентов в Нанте (Франция) за роль в фильме «Клей».
В 2010 году Бискаярт впервые снялся за границей, во Франции, сыграв одну из ролей в фильме Бенуа Жако «В лесной глуши» с Изильд Ле Беско. Продолжая сниматься в кинофильмах и телесериалах в Аргентине, актёр получает новые предложения из Швейцарии и Бельгии. В 2010 году он снова снялся во Франции, в фильме Ребекки Злотовски «Гранд Централ. Любовь на атомы».
В 2014 году Науэль Бискаярт попробовал себя в роли режиссёра и снял свой первый короткометражный фильм «Я забыл» (фр. J'ai oublié). В этом же году актёр сыграл главную роль в фильме «Я твой», за что получил премию за «Лучшую мужскую роль» на кинофестивале в Карловых Варах.
В 2017 году Бискаярт сыграл главные роли во французских фильмах «Сука-судьба» — полнометражном режиссёрском дебюте Джоана Шемли, и в драме Робена Кампийо «120 ударов в минуту», которая принимала участие в 70-м Каннском международном кинофестивале и завоевала там несколько наград. В декабре этого же года за роль Шона Далмазо в фильме «120 ударов в минуту» Бискаярт был номинирован на премию Европейской киноакадемии как «Лучший европейский актёр». В 2018 году актёр получил за эту роль французскую национальную кинопремию «Сезар» как самый перспективный актёр.
В 2020 году сыграл главную роль в фильме «Уроки фарси».

## Фильмография
| Год  | Название                       | Оригинальное название     | Роль            |
| ---- | ------------------------------ | ------------------------- | --------------- |
| 2006 | Аура                           | El aura                   | Хулио           |
| 2013 | Гранд Централ. Любовь на атомы | Grand Central             | Исаак           |
| 2016 | Стефан Цвейг                   | Vor der Morgenröte        | Витор д'Алмейда |
| 2017 | 120 ударов в минуту            | 120 battements par minute | Шон Дальмазо    |
| 2017 | До свидания там, наверху       | Au revoir là-haut         | Эдуар Перикур   |
| 2017 | Сука-судьба                    | Si tu voyais son cœur     | Костель         |
| 2020 | Уроки фарси                    | Persian Lessons           | Жиль Кремье     |
| 2022 | Роковая ночь в Париже          | Un año, una noche         | Рамон           |
| 2024 | Убейте жокея                   | El Jockey                 | Ремо            |